# 犀 (戯曲)
『犀』（さい、仏: Rhinocéros）は、フランスの劇作家ウジェーヌ・イヨネスコの戯曲。

## 概要
同作は、3幕4場からなり、1959年にドイツのデュッセルドルフでストルー演出の元で初演された戯曲である。同作は、翌年の1960年にフランスのパリのオデオン座でジャン＝ルイ・バローの演出・出演の元で初演されている。同作は、ドニ・ド・ルージュモンがナチスの大会で経験したという指導者ヒトラーを歓迎する集団ヒステリーの症状を聞いた著者が、それを元に着想を得て1957年に短編小説として描き、その翌年の1958年に戯曲として完成している。
同作は、1959年にN.R.F誌に発表されているが、これに対し一部の批評家からは「イヨネスコ自身が主張してきた作劇法を自ら否定し、彼が攻撃していた教訓劇を彼自身が描いた」などと批判されている。

## あらすじ
突然犀が現れた平凡な田舎町を舞台に、限りなく犀が増殖していき、主人公ベランジェ以外の全ての人間の住民が人間的な命を失って犀となってしまうという話を描きながら、人間の条件の不条理性と全体主義の恐怖と滑稽さを描いた。